# 田中のぞみ
田中 のぞみ（たなか のぞみ）は、日本の映像ディレクター。主にミュージック・ビデオの演出を手がけている。

## 人物
2002年、Pierce College映像科卒業。2002年、OMB所属。2013年、東京No.1所属。2020年、フリー

## 作品

### ミュージックビデオ
- 蒼井翔太 -「flower」「零」「Eclipse」 「Tone」「Harmony」「give me ♡ me」
- Aldious -「die for you」
- 家入レオ - 「ずっと、ふたりで」「Relax」
- THE イナズマ戦隊「素晴らしき人生」
- INFINITE - 「24時間（菅谷哲也ver）」
- HY「スイッチ」
- AKB48 -「アクシデント中」「友達じゃないか」
- edda -「無伴奏」
- NMB48 -「全力グローイングアップ」
- 岡咲美保「インフィニット」
- 岡本信彦 -「MeltyHalloween」
- Official髭男dism -「What's Going On?」
- ORANGE RANGE - 「チラチラリズム」
- カスタマイZ -「COOLEST」
- カノエラナ「リバーシブルベイベー」
- GUNWOO(MYNAME) -「I AM 27」
- コアラモード.「ビューティフルデイズ」
- 小林柊矢「レンズ」「死ぬまで君をしろう」「白いワンピース」
- こぶしファクトリー「ナセバナル」
- さかいゆう -「ジャスミン」
- シシド・カフカ「タチアガレ」
- JUNNA「我は小説よりも奇なり」
- 島茂子「戯言」
- スピラ・スピカ「恋はミラクル」
- SE7EN - 「Precious Day」
- 7m!n-「なんちゃってね」「まぢかマジカル」
- ダイアナ・ガーネット  -「難解！ミステリー」
- ダイスケ -「晴れ空のマーチ」「Moshimo」「夏めく坂道」「スケッチブック」
- EXILE TAKAHIRO -「GLORIA」
- 築田行子「君とひこうき雲」
- 千菅春香 -「愛の詩-words of love-」
- チャラン・ポ・ランタン -「私の宇宙」「フランスかぶれ」「美しさと若さ」「進め、たまに逃げても」
- Chubbiness -「マンマデイーヤ！」
- 超特急 -「Seventh Heaven」
- 手嶌葵 -「東京」
- 東城陽奏「ONE」「NEW」
- TOKIO -「東京ドライブ」「fragile」「愛！wanna be with you…」
- ときめき宣伝部「季節外れのときめき♡サマー」「むてきのうた」
- nicoten「ふわふわ」
- Nissy -「GIFT」
- ハタリズム -「「いくらだと思う？」って聞かれると緊張する」
  1. ババババンビ「パーティ」
- PARADISES「YEAH!!」
- 早見沙織「Jewelry」
- BiS1st「Don't miss it!!」
- BiS2nd「Don't miss it!!」
- フィフス・ハーモニー -「ザッツ・マイ・ガール feat. おかずクラブ」
- fairy w!nk -「天使はどこにいる？[2]」
- 藤原さくら「また明日」「Sunny Day」「話そうよ」
- BREATHE -「Share Happiness」
- ふわふわ -「恋のレッスン」「チアリーダー」「Viva!!Lucky4☆」
- Hey! Say! JUMP「愛だけがすべて -What do you want?」ミタゾノver
- 前島亜美「Determination」
- 牧野由依「Touch of Hope」
- 豆芝の大群「ろけっとすたーと」
- 水瀬いのり -「Starry Wish」「春空」「アイマイモコ」「Ready Steady Go!」「Million Futures」
- mirage²「じゃん☆けん☆ぽん」「ドキ☆ドキ」「キセキ」
- May'n -「ヤマイダレdarlin'」
- 諸星すみれ「叶える」
- 夢みるアドレセンス -「ララララ・ライフ」
- 吉澤嘉代子 -「ストッキング」
- LarmeR「ギュッってしちゃおう！」

### CM
- 平塚競輪2024「恋で、魅せて。」（出演：篠崎愛）
- 平塚競輪2025「愛が駆け抜ける。」（出演：篠崎愛）
- 京都医塾 ワンカット（出演：影山優佳）
- 聖闘士星矢「レジェンドオブジャスティス」（出演：狩野英孝）
- タカラトミー「トランスフォーマー　ビースト覚醒　パパパっとチェンジ　オプティマスプライマル」（出演：和田アキ子）
- タカラトミー「トランスフォーマー ビースト覚醒」（出演：和田アキ子）
- モスバーガー「モス、ネッ、チュー」（出演：ラウール（Snow Man）、渡辺翔太（Snow Man）
- アイリスオーヤマ「シェフドラム」
- 花王「トイレハイター　水ぎわ水底スッキリ」（声：江口拓也）
- 日本トレカセンター(出演：カジサック、ぬりぼう）
- ミツカン「発酵DAYZ」
- 東京都福祉保健局CM「ジブンの生き方」（出演：小芝風花）
- 日清やみつきオイル（出演：佐藤ミケーラ倭子）
- ACジャパン「防災さんぽ」
- ABCマート×byA コラボスニーカー（出演：谷まりあ）
- ABCマート「CONVERSE ALL STAR LIGHT」（出演：唐田えりか・夏子）
- パンテーンミラクルズ（出演：舟山久美子）
- クラシエ　コッコアポ「ちゃんとコッコアポ」（出演：チャラン・ポ・ランタン）
- KFCフライドチキン「香ばし醤油チキン EDM ver」（出演：松崎しげる）
- カネボウ suisai りゅうちゅーばーTV (出演：りゅうちぇる）

### TV番組
- NHK Eテレ「かるくノンフィクション型 旅アニメ おかっぱちゃん旅に出る」 出演：Boojil（声）、小田晃生（声・主題歌）
- NHK Eテレ シャキーン!　ミュージック「はじまる」
- NHK Eテレ シャキーン!　ミュージック　ザ・なつやすみバンドとモモエ「タイミング」
- NHK Eテレ Eテレジャッジ「ポリリズム」（出演：栗原類）
- NHK Eテレ「あそんどるず」オープニング映像、エンディング映像（出演：コンドルズ）
- テレビ東京 青春高校３年C組 村西里世「引きこもりあるあるのうた」MV
- テレビ東京 青春高校３年C組 THE BUMPY「マイナスワン」（作詞：秋元康 作曲：前迫潤哉 7the Avenue）MV

### その他
関ジャニ∞ スタジアムツアー【18祭】ライブOP映像
youtubeチャンネル COLLAVOICE （ショートドラマ＆カバーライブ 企画演出）
Kis-My-Ft2 「C’monova」Band Session、「HEARTBREAKER 」Band Session、「I Miss You」Dance ver.
欅坂46 長濱ねる×田中のぞみ「元素記号の覚え方」（企画演出振り付け）
欅坂46 原田葵×田中のぞみ「make me sleepy」
欅坂46 長濱ねる×田中のぞみ「不規則動詞の覚え方」（企画演出振り付け）
RIP SLYME 「ピース（けん玉体操ver)」MV